# Королівський інститут керівних бухгалтерів

Офіційний (королівський) інститут (установа) керівних бухгалтерів, Королівський (офіційний) інститут спеціалістів управлінського обліку,  (англ. Chartered Institute of Management Accountants, CIMA) — . Інститут розташовано в Сполученому Королівстві (Лондон). Інститут надає професійну підготовку і кваліфікацію в галузі управлінського обліку та суміжних дисциплін, орієнтованих на облік для бізнесу; а також підтримку для своїх членів.
CIMA є одним з низки професійних асоціацій для бухгалтерів у Великій Британії та Ірландії. Її особливий акцент робиться на розвитку професії управлінського обліку у Великій Британії і по всьому світу. CIMA є найбільшим органом з управлінського обліку у світі, з більш ніж 229 000 членів і студентів в більш ніж 179 країнах.

## Історія
CIMA було засновано в 1919 році як ICWA (англ. The Institute of Cost and Works Accountants) — «Інститут бухгалтерів з обліку витрат». Спеціалізувався на розробці методів обліку для використання у внутрішньому контролі у виробництвах, сфері послуг та у державному секторі. Інститут досяг ведучої позиції в галузі управління витратами, бюджетування, управлінського обліку, оцінки інвестицій і бізнес-рішень.
Інститут змінив свою назву від ICWA в ICMA (англ. Institute of Cost and Management Accountants) — Інститут спеціалістів з обліку витрат і управлінського обліку в 1972 році і згодом CIMA — Королівського інституту спеціалістів з управлінського обліку в 1986 році, після одержання Королівської хартії.

## Діяльність
CIMA готує людей до кар'єри в бізнесі. Він вчить навичкам стратегічного консультування, управління ризиками і прийняття ключових рішень.
Програма CIMA розроблена для досягнення чіткого розуміння всіх аспектів бізнесу, щоб члени CIMA могли вносити свій вклад у багатьох областях бізнесу.
Керівним органом CIMA є рада. Раді підпорядковано комітети (апеляційний, розпорядчий, аудиту, благодійного фонду, дисцплінарний, виконавчий, глобальних ринків, розслідувань, безперервного навчання, професійних стандартів та ін.)